# Bouisse
Bouisse é uma comuna francesa na região administrativa de Occitânia, no departamento de Aude. Estende-se por uma área de 25,44 km². Em 2010 a comuna tinha 105 habitantes (densidade: 4,1 hab./km²).